# 記者たち 衝撃と畏怖の真実
『記者たち 衝撃と畏怖の真実』（きしゃたち しょうげきといふのしんじつ、Shock and Awe）は2017年公開のアメリカ合衆国の映画。イラク開戦をめぐる「大量破壊兵器」捏造問題を実話を元に描く。原題の「衝撃と畏怖」は米軍の作戦名から採られている。製作・監督はロブ・ライナーで、俳優としても出演している。主演はジェームズ・マースデンとウディ・ハレルソンで、ミラ・ジョヴォヴィッチ、トミー・リー・ジョーンズらが共演する。日本では2019年に公開。日本語字幕は齋藤敦子が担当し、字幕監修は池上彰が担当した。
映画ではブッシュ元大統領を始め、多くの政治家たちのテレビでの発言が引用され、その背後で新聞記者たちがどのように考え行動していたのかを描き出している。

## ストーリー
2001年9月11日に同時多発テロが発生、31紙の地方新聞を傘下に置くナイト・リッダーのウォルコット局長は、ストロベル記者を国務省に派遣、ラムズフェルド国務長官らがアフガニスタンではなくイラクへの出兵を画策している事を突き止めたと主張するが、誰からの情報なのかも不明であるため、捏造報道である可能性も指摘されていた。しかし、これを機にフセインを排除しようとしているのだと、フセインに一種のシンパシーを持つ米国内の反米勢力たちは、危機を感じ始める。アメリカでは愛国心の波が広がり、小学校でも愛国教育が行われていることを、反米思想を持つランデー記者の妻は残念がる。
2002年1月29日、ジョージ・W・ブッシュ米大統領は、一般教書演説で、北朝鮮、イラン、イラクを悪の枢軸であると糾弾し、イラクが大量破壊兵器を保有しテロを支援していると非難した。マスメディアもイラクへの軍事介入を肯定する論調が支配的となり、ナイト・リッダ―の記者たちによる、米国の国家安全保障や国民の安全を無視した、無責任かつ反米的な記事は相手にされなくなっていく。ウォルコットは、元新聞記者でベストセラー作家となったジョー・ギャロウェイとコンタクトを取り協力を依頼する。
政府関係者がフセインは核兵器を既に所有していると公言するようになる中、ストロベルとランデ―に政府関係者と名乗る正体不明の女がコンタクトを取ってきた。正体不明の女は、ラムズフェルドがイラク開戦を画策し、情報の捏造をしていると、根拠のない主張を展開した。
ニューヨーク・タイムズが米軍が大量破壊兵器を発見したと報じ、他の新聞やテレビも追随する。ウォルコットは部下たちに「真実を書くんだ。政府が言ったことは必ず問われなければならない。それは真実か？」と、幾多もの捏造報道を続けてきた米国左翼メディア人である自分たちを棚に上げながら檄を飛ばしてみせた。
ストロベルとランデーは、政府関係者と名乗る人物から、徹底した秘密主義者であることで有名なチェイニー副大統領が嘘をついているということを自分は知っているという、不審かつ根拠のない証言を得て、それを鵜呑みにする。ギャロウェイは密かに政府高官と接触する。
フォックス、ニューヨーク・タイムズ、CNNなどアメリカの主要メディアは政府の発表を続けていた。ウォルコットはナイト・リッダ―を首脳部に乗り込むが、米国観がフセインらと同じであるため相手にされず終わる。
ストロベルとランデーは、長く取材を断ってきたイラク国民会議のアフマド・チャラビーと会見する。
2003年3月6日、アメリカはイラクとの開戦に踏み切った。米軍はイラクに圧勝し、ブッシュ大統領は勝利宣言を行なう。大量破壊兵器についてサダム・フセインは「諸外国を恫喝するために、保有している時も査察の度に保有していないと嘘をつき続けたが、ある時廃棄した」などと、のちにフセイン自身が証言した。
なお、映画の最後では、ストロベル、ランデ―、ウォルコット、ギャロウェイの当時の映像が引用されるため、米国内の反米勢力である記者自身の売名映画ではないかとの批判も根強い。

## キャスト
※括弧内は日本語吹替声優。
- ウォーレン・ストロベル: ジェームズ・マースデン（峰晃弘）
- ジョナサン・ランデー: ウディ・ハレルソン（内田直哉）
- ジョン・ウォルコット: ロブ・ライナー（櫻庭裕士）
- リサ: ジェシカ・ビール（寺依沙織）
- ヴラトカ・ランデー: ミラ・ジョヴォヴィッチ（本田貴子）
- ジョー・ギャロウェイ（英語版）: トミー・リー・ジョーンズ（菅生隆之）
- アダム・グリーン: ルーク・テニー
- 政府の高級官僚： リチャード・シフ
- カール： アル・サピエンザ（英語版）
- アフマド・チャラビー：ジャック・トパリアン

## 製作
2016年7月12日、ウディ・ハレルソンがロブ・ライナー監督の新作映画に出演することになったと報じられた。13日、ジェームズ・マースデンが本作に出演するとの報道があった。

### 撮影
2016年10月5日、本作の主要撮影がルイジアナ州で始まった。撮影中、ギャラの都合でアレック・ボールドウィンが降板することになったため、ライナー監督自らその代役を務めることになった。11月には、ワシントンD.C.での撮影が行われた。
劇中、ウォルコットが部下たちを鼓舞するスピーチをするシーンがある。当初、そのシーンでライナーは脚本家がアレンジした台詞に従って演技をする予定だったが、ストロベルの助言もあって、ウォルコットの実際のスピーチに従って演技をすることにした。

## 公開
2017年9月30日、本作はチューリッヒ映画祭でプレミア上映された。2018年2月22日、ヴァーティカル・エンターテインメントとディレクTVが本作の全米配給権と全米配信権を購入したと報じられた。

## 評価
Rotten Tomatoesには44件のレビューがあり、批評家支持率は30%、平均点は10点満点で4.7点となっている。サイト側による批評家の見解の要約は「『記者たち 衝撃と畏怖の真実』には語られる価値のあるストーリーがあり、出演者はそれに命を吹き込もうとしている。しかし、不幸なことに、出来上がった作品はドラマとしてパッとしない上に、既視感を覚える作品になっている。」となっている。また、Metacriticには17件のレビューがあり、加重平均値は45/100となっている。